# Дорогичевка
Дорогичевка (укр. Дорогичівка) — село в Толстенской поселковой общине Чортковского района Тернопольской области Украины.
До 2020 года входило в Залещицкий район.
Код КОАТУУ — 6122083001. Население по переписи 2001 года составляло 880 человек.

## Географическое положение
Село Дорогичевка находится на правом берегу реки Криница, которая через 5 км впадает в Днестр.
На расстоянии в 1,5 км расположено село Хмелева.

## История
- 1544 год — дата основания.

## Объекты социальной сферы
- Школа.
- Дом культуры.
- Фельдшерско-акушерский пункт.

## Достопримечательности
- Братская могила советских воинов.